# Notothyladaceae
Notothyladaceae är en familj av bladmossor som först beskrevs av Carl August Julius Milde, och fick sitt nu gällande namn av Karl Müller och Prosk. emend. Hässel. Enligt Catalogue of Life ingår Notothyladaceae i ordningen Notothyladales, klassen Anthocerotopsida, divisionen bladmossor och riket växter, men enligt Dyntaxa är tillhörigheten istället ordningen Notothyladales, klassen Anthocerotopsida, divisionen nålfruktsmossor och riket växter. Enligt Catalogue of Life omfattar familjen Notothyladaceae 18 arter. 
Notothyladaceae är enda familjen i ordningen Notothyladales.
Kladogram enligt Catalogue of Life och Dyntaxa:
| Notothyladaceae | \| \| Hattorioceros \| \| \| \| \| \| Mesoceros \| \| \| \| \| \| Notothylas \| \| \| \| \| \| Phaeoceros \| \| \| \| |
|                 | \| \| Hattorioceros \| \| \| \| \| \| Mesoceros \| \| \| \| \| \| Notothylas \| \| \| \| \| \| Phaeoceros \| \| \| \| |
|                 | Hattorioceros |
|                 | |
|                 | Mesoceros |
|                 | |
|                 | Notothylas |
|                 | |
|                 | Phaeoceros |
|                 | |

## Bildgalleri

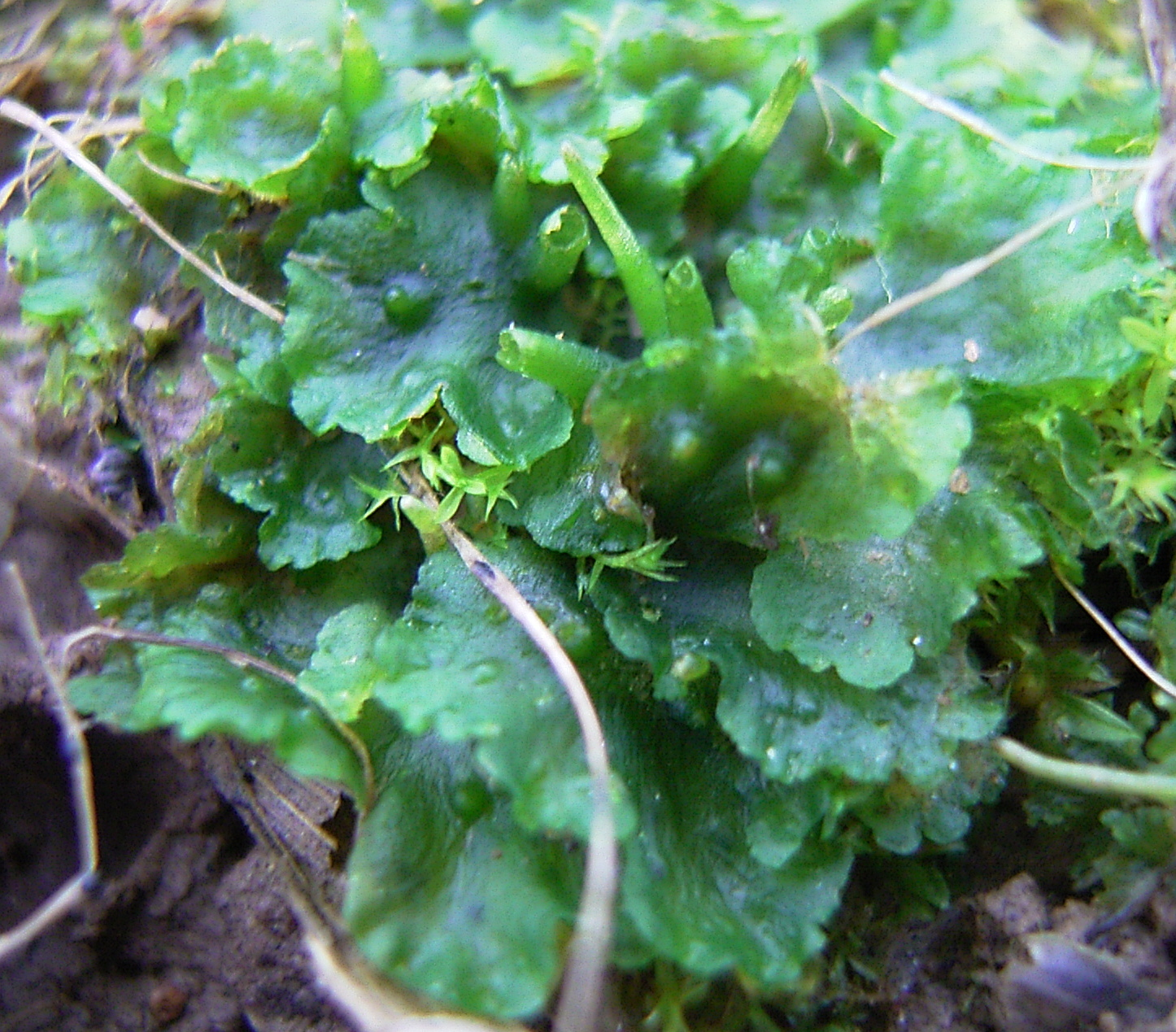